# Giovanni Nigra
Conte Giovanni Nigra (Torino, 16 maggio 1798 – Torino, 12 dicembre 1865) è stato un banchiere, politico e nobile italiano.

## Biografia
Fu banchiere presso le corti pontificia e piemontese. Tra il 1849 e il 1851 fu sindaco di Torino e ministro delle Finanze. Come ministro si impegnò per riordinare le finanze del Regno sardo negoziando, dopo la prima guerra d'indipendenza italiana (1848-49) un prestito con il barone Rothschild. Nel 1848 fu nominato senatore e nel 1856 conte.

## Incarichi di governo
Regno di Sardegna post 4 marzo 1848 - Regno d'Italia:
- Ministro della Real Casa
- Ministro delle finanze (27 marzo 1849-19 aprile 1851)